# Billy More

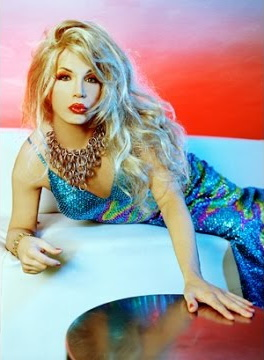
Billy More 2001

Billy More ist der Künstlername von Massimo Brancaccio (Massimo Maglione) (* 3. Februar 1965 in Mailand; † 14. August 2005). Andererseits kann man Billy More als eine Art Kunstfigur bezeichnen, da mehr als eine Person hinter diesem Namen steht. Vielmehr kann man es als eine Art Musikprojekt, entworfen in Italien, sehen. Dabei wird auf bekannte Rhythmen aus der Danceszene zurückgegriffen und diese mit animalisch anmutendem Gesang aufgepeppt. Massimo Brancaccio bewegte bei Auftritten lediglich die Lippen synchron zu den als Playback abgespielten Liedern und tanzte dazu. Der eigentliche Sänger war der italienische DJ John Biancale, der in Toronto geboren wurde.

## Biografie
Die Geschichte des Projekts Billy More begann am 25. September 1999, als der Produzent Roberto Santini auf einer Geschäftstour in einem Mailänder Club gastierte und dabei auf eine Performance einer Drag Queen traf, die ihn überwältigte: Massimo Brancaccio der schon als Kind und Jugendlicher italienische Schlager bzw. Discomusik sang und Ende der 80er – Anfang der 90er die Gesangstimme und auch das Gesicht des Musikprojektes Max Coveri war. Der Travestiekünstler Billy More sang hierbei den damals noch unbekannten Song Up and Down (Don't fall in love with me). Roberto Santini zeigte ein immenses Interesse an der Person als auch an dem bis dato unbekannten Song und ließ prompt 25.000 CDs pressen.
Up and Down entwickelte sich zu einem echten Hit, sodass der Song in sämtlichen Diskotheken – auch weit über die Grenzen Italiens hinaus – gespielt wurde. Billy More trat in etlichen Clubs und in verschiedenen Fernsehsendungen auf. Wenig später wurde auch ein Videoclip abgedreht und Billy More wurde dadurch in ganz Italien bekannt. Heute ist es eher ruhig um das Projekt Billy More, Massimo Brancaccio ist im August 2005 im Alter von 40 Jahren an Leukämie gestorben, danach sind keine weiteren Songs erschienen. Das am 8. Dezember 2020 hochgeladene Musikvideo "My Rhythm of the Night" des italienischen DJs Roberto "Roby" Pinna ist Massimo Branccaio posthum gewidmet, es endet mit den Worten "Dedicated to our Friend Massimo", Roby Pinna und Billy More hatten diese Single bereits 2004 veröffentlicht. Begraben ist Massimo Brancaccio auf einem Friedhof in Castelletto sopra Ticino.
Den wohl größten Erfolg erlangte Billy More mit ihrer Debütsingle Up and Down, die es in Deutschland sogar bis in die Top 30 der Singlecharts geschafft hat. Daraus resultierten Auftritte beispielsweise in der Internetshow GIGA, als auch bei der RTL-Show Top Of The Pops. Im Übrigen wurde die Single vom deutschen Sportsender DSF, heute Sport1, unterstützt, sodass der Song gerne als Anspieler bei verschiedenen Sportveranstaltungen diente.
Mit dem zweiten Song The New Millennium Girl wollte Billy More auf das Jahr 2000 einstimmen, doch anders als in Italien, kam der Song in Deutschland nicht sehr weit oben in die Charts. Es folgte der dritte Song Lonelines, wobei Billy More angeblich ihre persönlichen Gefühle über eine gescheiterte Beziehung verarbeitete.
Mit dem vierten Song Come On And Do It konnte Billy More wieder an ihren alten Erfolg anknüpfen und schaffte es sogar europaweit rund 400.000 Platten zu verkaufen. Auch in Deutschland wurde dieser Song wieder vermehrt in Radiostationen gespielt. Doch dann sah es weniger erfreulich aus. Singles wie Keep On Burning, Dance oder Weekend gingen gänzlich unter und waren in Deutschland auch kaum zu kaufen, sodass sich die selbst ernannte Dancequeen wieder mehr auf Italien konzentrierte.

## Diskografie
- 2000: Up & Down
- 2000: New Millennium Girl
- 2001: Come On & Do It
- 2001: Loneliness
- 2002: I Keep On Burning
- 2002: Dance (als Temple Pleasure)
- 2003: Weekend
- 2003: Boom, Boom!
- 2004: Try Me (mit DJ Speciale)
- 2004: My Rhythm Of The Night (mit Roby Pinna)
- 2005: Gimme Love / Gimme Love Prendilo e mettilo

## Kurioses
Über die Person Billy More lässt sich viel streiten, da die eigentliche Identität dieser Kunstfigur gar nicht so eindeutig durchschaubar ist. In Insider-Kreisen wird gemunkelt, dass hinter jener Person ein ganzer Stab von Leuten steht und diese lediglich immer versuchen Billy More zu perfektionieren. So sollen jeweils schon verschiedene Fotomodels als auch Sänger für das Projekt Billy More gearbeitet haben.
Schade dabei ist, dass der eigentliche Fan so nie hinter jene Person blicken kann, die aber angeblich in Mailand entdeckt worden sei. Trotz dessen werden dem geneigten Hörer klangvolle Elemente aus eben jener Szene dargeboten, das dieses Kuriosum ein wenig entschuldigt.